# Spegeln sprack från kant till kant
Spegeln sprack från kant till kant (engelska originalets titel: The Mirror Crack'd from Side to Side, i USA endast The Mirror Crack'd) är en detektivroman av Agatha Christie. Boken utkom på engelska 1962 och på svenska 1963. Berättelsen handlar om amatördetektiven Miss Marple som löser ett mysterium i byn St. Mary Mead.

## Titeln
Bokens titel är ett citat från dikten "The Lady of Shalott" av Alfred Tennyson:
Out flew the web and floated wide-
The mirror crack'd from side to side;
"The curse is come upon me," cried
The Lady of Shalott.

## Handling
Jane Marple faller när hon promenerar i St. Mary Mead. Hon får hjälp av Heather Badcock, som tar med henne till sitt eget hem för att vila. Över en kopp te berättar Heather för Miss Marple hur hon träffade den amerikanska skådespelerskan Marina Gregg, som nyligen flyttat in i området och köpt Gossington Hall av Miss Marples vän Dolly Bantry.
Marina och hennes senaste make, filmproducenten Jason Rudd, anordnar en fest för att hedra St John Ambulance. Bland gästerna finns Mrs Bantry, skådespelerskan Lola Brewster, Marinas vän Ardwyck Fenn och Heather med sin man Arthur. Heather tar tag i Marina och börjar berätta en lång historia om hur de träffades för flera år sedan när Marina var på besök på Bermuda, där Heather arbetade. Heather hade varit sjuk men var ett så stort fan av Marina att hon lämnade sin sjuksäng för att träffa sin favoritstjärna och få en autograf. Mrs Bantry, som står i närheten, lägger märke till ett underligt uttryck i Marinas ansikte under Heathers monolog. En kort stund senare kollapsar Heather och dör.
När Mrs Bantry berättar om händelserna för Miss Marple, använder hon rader från dikten "The Lady of Shalott" (där en förbannelse faller över diktens hjältinna) för att beskriva det uttryck hon observerade i Marinas ansikte. Kriminalinspektör Frank Cornish från den lokala polisen börjar undersöka fallet och får reda på att drogen hade funnits i en daiquiri som hon fått av Marina efter att hon spillt ut sin egen drink. Cornish överlämnar ärendet till kommissarie Dermot Craddock vid Scotland Yard när denne tilldelas det som svar på grevskapets begäran om hjälp.
Craddock fördjupar sig i det komplicerade förflutna för den förmodade måltavlan Marina. I ett desperat behov av att få ett barn hade hon adopterat tre innan hon födde en förståndshandikappad son och drabbades av ett nervöst sammanbrott. Ett av adoptivbarnen, Margot Bence, befann sig på Gossington Hall på festdagen. Trots dåliga känslor mot sin adoptivmamma nekar hon till att ha lagt drogen i Marinas drink.
Ytterligare två personer dödas under utredningen: Ella Zielinsky, Jasons assistent, dör efter att den ångmaskin hon använder för sin hösnuva förgiftats med cyanid; och Giuseppe, Marinas butler, blir skjuten samma natt efter att ha tillbringat dagen i London och satt in 500 pund på sitt bankkonto. Ardwyck Fenn berättar för Craddock att han fick ett telefonsamtal några dagar tidigare, där han anklagades för att ha dödat Heather, och att han kände igen den anonyma uppringaren som Zielinsky när hon nös. Jason misstänker att Marina är måltavla för döden. Hon har fått flera hotfulla meddelanden, och en kopp kaffe som serveras till henne visar sig innehålla arsenik.
Miss Marples städerska, Cherry Baker, berättar för Miss Marple att hennes vän Gladys Dixon, som var servitör på Gossington Hall på festdagen, tror att Marina medvetet spillde ut Heathers drink och skulle träffa Giuseppe innan han dog. Efter att Gladys plötsligt åker på semester till Bournemouth, reser Miss Marple till Gossington Hall för att upptäcka att Marina har dött av en överdos.
Miss Marple pratar med Jason och förklarar för honom och Craddock hur hon har kommit fram till att Marina måste ha varit mördaren. Heather hade varit sjuk i röda hund när hon sökte Marinas autograf på Bermuda. Marina, som då befann sig i ett tidigt skede av graviditeten, hade drabbats av sjukdomen, vilket ledde till att hennes son föddes handikappad och att hon fick ett nervsammanbrott. Marinas ansiktsuttryck, som Mrs Bantry observerade på festen, utlöstes av att Marina tittade på en bild av en madonna med ett barn på väggen bakom Heather och till slut insåg vad som hade hänt. Överväldigad av känslor lade Marina giftet i sin egen daiquiri, skakade Heathers arm för att få henne att spilla ut sin drink och gav sedan Heather den drogade cocktailen som ersättning. För att dölja sitt brott försökte Marina övertyga alla om att hon hade blivit utsatt för ett mordförsök, genom att själv skriva de hotfulla lapparna och hälla arseniken i kaffet. Hon dödade Ella och Giuseppe efter att de gissat att hon var inblandad och utpressade henne. Miss Marple hade skickat iväg Gladys för att skydda henne från att bli Marinas nästa offer.
Miss Marple antyder att hon tror att Jason administrerade Marinas överdos för att hindra henne från att ta ett nytt liv. Han kommenterar helt enkelt sin frus skönhet och det lidande hon fick utstå.

## Litterär betydelse och mottagande
Francis Iles (Anthony Berkeley Cox) var något dämpad i sitt beröm i sin recension i The Guardian den 7 december 1962 när han sa:
"Hon har naturligtvis tänkt ut ytterligare en briljant liten pinne att hänga upp sin intrig på, men det som intresserade mig mest av Spegeln sprack från kant till kant var den skarpsinniga framställningen av vad som får en kvinnlig filmstjärna att regera så som hon gör. Och även om man skulle kunna acceptera ett enda sammanträffande när det gäller det gifta paret, tenderar det andra och helt osannolika att förstöra tron på berättelsen – ännu mer eftersom det inte leder någonstans alls."
Maurice Richardson från The Observer den 11 november 1962 sammanfattade: "En moderat Christie; lite diffus och inte så spänd som vissa; Fortfarande ganska lätt att läsa, dock."
Kirkus Reviews gav en kort recension och noterade Miss Marples klagomål över de begränsningar som påtvingats henne genom att bli gammal, men ingenting hindrar hennes sinne från att fungera bra. Romanen sammanfattas med denna optimistiska kommentar: "Det var hennes nyfikna nyfikenhet - hennes gåva att sätta ihop udda bitar för att bilda en bild som gav lokalbefolkningen och Scotland Yard den rätta lösningen. Må hon leva länge."
Robert Barnard, som skrev 1990, skrev att denna roman var "Den sista av de sanna engelska bymysterierna i Christies produktion, och en av de bästa av hennes senare böcker. Filmmiljön ovanpå den välbekanta St Mary Mead-bakgrunden." Han fortsatte med att påpeka att "Som de flesta Marples är detta inte rikt på ledtrådar, men förändringarna i bylivet och klasstrukturen sedan kriget beskrivs på ett kunnigt och ganska sympatiskt sätt."
Romanen fanns med på Anthony Bouchers lista över årets bästa deckare 1963. Det var en av 14 som listades 1963.

## Karaktären Marina Gregg
Clinical and Experimental Ophthalmology betonade att "Gregg" är efternamnet på den ögonläkaren Norman Gregg som först beskrev grå starr vid medfött rubellasyndrom och beskrev detta som "en av [Christies] mest subtila ledtrådar för att identifiera mördaren".
Den officiella webbplatsen för Agatha Christies dödsbo antyder att Christie när hon skrev om Gregg, var "påverkad" av den amerikanska skådespelerskan Gene Tierneys liv.
Tierney smittades av röda hund när hon var gravid med sitt första barn, under sitt enda framträdande på Hollywood Canteen i juni 1943. Barnet utvecklade medfött röda hund-syndrom och föddes för tidigt, underviktigt och i behov av en total blodtransfusion. Läkarna berättade för föräldrarna på förlossningsdagen att den för tidiga födseln och barnets mentala och fysiska funktionshinder berodde på att modern insjuknade i röda hund under de första fyra månaderna av graviditeten. Detta var mycket svåra nyheter att ta till sig.
Det döva, delvis blinda och utvecklingsstörda barnet blev senare inlagd på ett psykiatriskt sjukhus. Mer än ett år efter födseln bad en kvinna Tierney om en autograf på ett garden party. Kvinnan sa att hon två år tidigare, när hon var sjuk i röda hund, hade hoppat över karantänen för att besöka Hollywood Canteen och träffa Tierney.
Tierneys berättelse publicerades innan romanen skrevs. Tierney beskrev händelsen i sin självbiografi 16 år efter att Christie skrev romanen.

## Bearbetningar

### Film

#### Amerikansk film
Romanen filmatiserades 1980 med Angela Lansbury i rollen som Miss Marple, Elizabeth Taylor som Marina och Kim Novak som Lola Brewster, och i rollistan fanns även Rock Hudson och Tony Curtis. Filmens engelska titel var The Mirror Crack'd, den förkortade amerikanska boktiteln. Filmen ändrade ett antal element i romanen, bland annat Marinas efternamn (hon använder Rudd, inte Gregg), hennes medarbetare, att ta bort karaktären Giuseppe, att lägga till dödshot, bland andra modifieringar - vilket inkluderar att flytta miljön till 1953, nio år innan bokens publicering.

#### Bengalisk film
Filmregissören och manusförfattaren Rituparno Ghosh gjorde 2003 en bengalisk film av Christies berättelse med titeln Shubho Mahurat, vilket återställde historien i filmindustrin i Kolkata. I den här versionen spelar Sharmila Tagore den åldrande stjärnan Padmini, motsvarigheten till Christies Marina Gregg. I filmen spelar Rakhi Gulzar rollen som motsvarigheten till Miss Marple.

### TV

#### BBC:s TV-version
En andra bearbetning av romanen gjordes av BBC TV 1992 som en del av deras serie Miss Marple med titelrollen spelad av Joan Hickson (i hennes sista framträdande som Jane Marple), och med Claire Bloom som Marina Gregg och Glynis Barber som Lola Brewster. De enda större förändringarna är att Giuseppe inte dödas, att Arthur Badcock inte är en före detta make till Marina Gregg, att kommissarie Slack och sergeant Lake skrivs in, och att karaktären Hailey Preston tas bort. Romanen var den sista adaptionen för BBC-serien Miss Marple. Margaret Courtenay medverkar i denna filmatisering som Miss Knight, efter att tidigare ha porträtterat Dolly Bantry i 1980 års långfilmsversion.

#### ITV-version
ITV Studios och WGBH Boston producerade ytterligare en version 2010 för Marple med Julia McKenzie i huvudrollen som Miss Marple, med Joanna Lumley som Dolly Bantry, Lindsay Duncan som Marina Gregg och Hannah Waddingham som Lola Brewster. Den som utreder mordet tillsammans med Miss Marple är kommissarie Hewitt, spelad av Hugh Bonneville. Denna version, även om den i slutändan var trogen Christies ursprungliga text, innehöll ett antal anmärkningsvärda ändringar. Några av dessa förändringar påverkades av de ändringar som gjordes i 1980 års filmatisering:
- Ellas efternamn ändras från Zielinsky till Blunt. Anledningen till mordet på henne är ändrad, med inslag från filmen från 1980 och motivet till mordet på Giuseppe – Ella försökte utpressa mördaren, men ringde hela tiden fel personer eftersom hon visste att någon i receptionen hade gjort det, tills hon fick veta något som ledde henne till att ringa Marina och påpeka vad hon hade gjort. Hennes kärlek till Jason består, men det blir ingen affär.
- Giuseppe är utelämnad från filmatiseringen, och det finns ingen referens till att bilmannen Inch skulle ha sålt sin verksamhet inom den.
- Till skillnad från filmatiseringen från 1980 spelas bara en film in i England, och den fokuserar på Nefertiti.
- Lola Brewster är gift med en av Marinas gamla män, Vincent Hogg (tillagd i filmatiseringen). Han är en journalist som skriver ett par artiklar om morden och som inte har mycket till övers för Marina; hon är skådespelerska och hade tävlat med Marina om kärleken till Jason, som gifte sig med den senare, vilket gjorde Lola bitter över det. Både hon och Vincent närvarar vid mottagningen och inspelningen av en av Marinas scener.

#### Fransk TV-film
Romanen filmatiserades 2017 som ett avsnitt av den franska tv-serien Les Petits Meurtres d'Agatha Christie.

#### Japansk TV-film
TV Asahi anpassade romanen 2018 med Ikki Sawamura och Hitomi Kuroki i huvudrollerna i en dubbelspecial uppdelad på två kvällar. Första kvällen sändes Two Nights Drama Special: Murder of the Great Actress – The Mirror Crack'd From Side to Side (japanska: アガサ・クリスティ 二夜連続ドラマスペシャル 大女優殺人事件~鏡は横にひび割れて~) och den andra kvällen 4.50 från Paddington. Dramat ändrade huvudrollen till en kommissarie från Tokyo Metropolitan Police Department.

#### Koreansk TV-film
Romanen filmatiserades också som en del av den koreanska TV-serien Ms. Ma, Nemesis.

### Radio
En radioversion gjordes av BBC 1998. June Whitfield spelade Miss Marple och Gayle Hunnicutt Marina Gregg i en 90 minuter lång version av Michael Bakewell.

### Fotnoter
1. 1 2  Richardson, Maurice (11 November 1962). Review. sid. 24
2. ↑  Peers, Chris (March 1999). Collins Crime Club – A checklist of First Editions. Dragonby Press. sid. 15. ISBN 978-1-871122-13-8
3. ↑  Marcus, J S (1 maj 2007). ”American Tribute to Agatha Christie: The Golden Years: 1953–1967”. http://home.insightbb.com/~jsmarcum/agatha53.htm. Läst 31 juli 2018.
4. ↑  Iles, Frances (7 december 1962). ”Review”. The Guardian:  s. 9.
5. ↑  ”The Mirror Crack'd from Side to Side, Review”. Kirkus Reviews. 20 september 2011. https://www.kirkusreviews.com/book-reviews/agatha-christie/the-mirror-crackd-from-side-to-side/. Läst 20 augusti 2018.
6. ↑  Barnard, Robert (1990). A Talent to Deceive – an appreciation of Agatha Christie. Fontana Books. sid. 196–197. ISBN 0-00-637474-3
7. ↑  ”Book awards: Anthony Boucher's Best Crime Fiction of the Year, 1963”. Library Thing. https://www.librarything.com/bookaward/Anthony+Boucher%27s+Best+Crime+Fiction+of+the+Year. Läst 20 augusti 2018.
8. ↑  Mackey, David A (2006). ”2005 Gregg Lecture: Congenital cataract – from rubella to genetics”. Clinical and Experimental Ophthalmology 34 (3):  sid. 199–207. doi:10.1111/j.1442-9071.2006.01194.x. PMID 16671898.
9. ↑  ”The Mirror Crack'd from Side to Side: Did you know?”. The Home of Agatha Christie. https://www.agathachristie.com/stories/the-mirror-crackd-from-side-to-side. Läst 14 augusti 2018.
10. 1 2  Tierney, Mickey (1978). Self-Portrait. Wyden Books. sid. 101. ISBN 978-0-88326-152-1. https://archive.org/details/selfportrait00tier/page/101
11. ↑  Osborne, Robert (2006). Leading Ladies. Chronicle Books. sid. 195. ISBN 978-0-8118-5248-7
12. ↑  Vogel, Michelle (2010). Gene Tierney: A Biography. McFarland. sid. 78–79. ISBN 978-0786458325. https://books.google.com/books?id=WWkpARnQ3fcC&dq=early+news+about+daria+cassini&pg=PA236
13. ↑  Demaret, Kent (7 maj 1979). ”Gene Tierney Began Her Trip Back from Madness on a Ledge 14 Floors Above the Street”. People. http://people.com/archive/gene-tierney-began-her-trip-back-from-madness-on-a-ledge-14-floors-above-the-street-vol-11-no-18/. Läst 18 januari 2017.
14. ↑  ”Biography”. The Official Web Site of Gene Tierney. Arkiverad från originalet den 7 februari 2012. https://web.archive.org/web/20120207111220/http://www.cmgww.com/stars/tierney/about/bio.htm. Läst 22 januari 2008.
15. ↑  ”アガサ・クリスティ作品で黒木瞳がエリザベス・テイラーが演じていた役柄を熱演！”. ザテレビジョン. 24 februari 2018. https://thetv.jp/news/detail/138537/p3/. Läst 13 november 2019.
16. ↑  ”Arkiverade kopian”. テレビドガッチ (プレゼントキャスト). 1 februari 2018. Arkiverad från originalet den 17 september 2020. https://web.archive.org/web/20200917190519/https://dogatch.jp/news/ex/52091/detail/. Läst 13 november 2019.
17. ↑  ”天海祐希×沢村一樹、『アガサ・クリスティ』の世界を語る”. ORICON NEWS. 24 mars 2018. https://www.oricon.co.jp/news/2108184/full/. Läst 13 november 2019.